# 文碩
文碩(1837年—?)，姓費莫氏，字俶南，号介庭，世居布勒哈圖地方，隶属满洲正蓝旗，清朝满族官員。
他任駐藏大臣期間，西藏政府在隆吐山設哨卡，阻斷藏印交通，引起英屬印度抗議藏軍越界。他支持西藏政府「隆吐山屬於西藏」的主張，反對清廷要求藏人撤卡，清廷將他調職，印度交涉無效後發動隆吐山戰役，藏軍戰敗。清廷派升泰為駐藏大臣與英國簽訂了《中英藏印條約》，劃定邊界，承認隆吐山屬於錫金，錫金為英國的保護國。

## 生平
文碩是正蓝旗满洲都统桂林佐领下人。他於西元1856年（清咸丰六年）以一品荫生升户部员外郎。咸丰十年设立總理各國事務衙門後，他考取章京，后升任内阁学士兼礼部侍郎。他於西元1869年（同治八年）任布倫托海辦事大臣，會勘布倫托海分界事，1872年（同治十一年）因病去職。1877年（光绪三年），文碩任鴻臚寺少卿，請建同治帝寢廟。光緒七年，因左宗棠接任陝甘總督後，沒有獎敘前任楊岳斌任內勸捐軍糧的王夢熊，文碩上奏劾左宗棠，不准。1885年12月27日（光绪十一年十一月二十二日），清廷命他接任色楞额为驻藏办事大臣，赏副都统衔。他於1888年3月3日（光绪十四年一月二十一日）被調职。

## 駐藏辦事大臣任內
第八世班禅喇嘛於1882年7月圆寂後，扎什倫布寺扎萨喇嘛訪得三名灵童。1888年1月15日，第十三世達賴喇嘛、甘丹赤巴、第穆摄政、扎什倫布寺扎萨喇嘛等僧俗官员参加金瓶掣签仪式，由文硕主持，认定朗县出生的仓珠甲措为班禅转世。
文硕任驻藏大臣期间，提出了五点治藏措施，其中“练兵”、“整顿藏政”、“通商”、“整顿兵戎”都因故没能实践，意圖“保全藏边疆域”的隆吐山设卡則導致了隆吐山戰役。文碩被調职後，擅自将未奉明旨之奏稿、密电各件交給都察院，希望以言官影響政策，遭清廷革職。

### 藏錫邊界爭議
1861年2月英國入侵哲孟雄（今錫金），占领哲孟雄首都庭姆隆，哲孟雄国王在3月28日和英屬印度签订了庭姆隆條約，錫金事實上成為英國的保護國，但法律上並沒有排除西藏對錫金的影響力。
為阻止外國勢力的滲透，西藏一直禁止西方人入境遊歷與探路。1875年马嘉理事件后，李鸿章与英国公使威妥玛於1876年9月13日签订《烟台条约》，其中《入藏探路专条》允许英国人开辟印度与西藏间的交通。1884年，孟加拉省财务部长马科雷率使團到錫金勘查入藏道路，之後開始修築從錫金到西藏的道路。依据《烟台条约》的规定，清政府在1885年11月给以马科雷为首的入藏使团成员颁发了护照，允许英人从印度到西藏进行考察。1886年，總理衙門大臣奕劻與英國公使歐格納簽訂《中英會議緬甸條款》，英國同意马科雷使团暫緩入藏。西藏噶廈政府获悉马科雷使团事，認為這是英國入侵的前奏，决議不允许英人入藏，1886年，二百名藏军越過聯繫西藏和錫金的則里拉山口，在隆吐山修築堡壘炮台。藏軍甚至威脅要攻下大吉嶺，造成當地人驚慌失措。隆吐山位於西藏和不丹、錫金交界的熱納宗內，是從喜馬拉雅山南麓進入春丕河谷的戰略要地，南通大吉嶺、噶倫堡，北連亞東、帕里等地。它原屬西藏的熱納宗管轄。
藏人於隆吐山設哨卡，阻斷藏印貿易，遭到英屬印度多次抗議，指隆吐山屬錫金，藏人越界戍守。1887年8月27日，文碩上奏：“洋人在藏通商，其势难图厚利，……即此察其注意之隐衷，迨非仅为通商而已也，形迹可疑，亦无怪藏番之坚持力拒，盖为保护黄教正宗，保全山川灵气，本非毫无情理，似亦未可尽斥而非之。”1887年10月17日（光绪十三年九月初一日），四川總督刘秉璋在致文硕的信中表示，前任驻藏大臣色楞额卸任路过成都时，告知藏人于帕里以南邊界外百余里的隆吐山设防，藏人確實越界设防，必遭英人抗議。清廷數次要文碩令藏人撤卡，藏人據新地圖，主張隆吐、日納宗為藏地，堅持不撤卡。拉萨三大寺、札什伦布寺、噶厦政府的七品以上全体官员，向文硕上了一道公禀，声明“纵有男绝女尽之忧，惟有實力禁阻复仇抵御，絕不容忍，毫无三思翻改。”文碩依藏人說法回奏，地實藏地，卡無可撤。文碩上奏不撤卡的主要理由有三：
1. 藏錫以日納宗官寨劃分邊境「查嘉慶三年駐藏大臣和瑛《西藏賦》註：「帕克里」俗名「帕里」，自帕克里、支木山一帶，臧猛谷、日納宗官寨，此内為唐古特境，此外為哲孟雄境，其東为布鲁克巴境，俗名竹巴云。按和瑛亦是当时原奏立界之人，其赋中注释悉皆援依档案，言为足据。日纳即热纳之转音。...今热纳宗藏地实与哲孟雄、布鲁克巴东西北三面交接处，形同犄角。”[10]
2. 隆吐山屬錫金，而錫金為西藏藩屬。“查哲孟雄、布鲁克巴与唐古特同奉黄教，风俗文字莫不偕同，原系中国边界以内部落之人，世受大皇帝及达赖喇嘛恩典，系为天朝亲嫡子民，并非别处边境可比。”“查哲孟雄、布鲁克巴部落系中国边界之内天朝子民属地是实。至于哲布两界以内之日纳地方，原系藏属喇嘛拨赏哲孟雄部民住牧，交其该部长兼辖。其日纳以内之隆吐山，更系藏治本境，现在收管。”“我置守之藏治隆吐山，则所有地方原是藏属哲孟雄、布鲁克巴诸境。”[10]
3. 西藏政府不撤卡的態度堅決，清廷若強令撤卡，失藏人心。“今者藏番愚蠢，坚定不移，此必强其所难，因而更增疑忌，导之愈力，激之愈坚，正恐敌情未洽，边计先驰，徒使三百年之藩服，梗化离心，而终无补于时局，不更为失计之甚乎。”[10]

清廷下旨：
「向來西藏圖說藏地與哲、布分界處東西一線相齊，藏境中並無隆吐、日納宗之名。今文碩寄來新圖，隆吐、日納宗在藏南突出一塊，插入哲、布兩界之內，而布、藏分界之處，恰在撚都納修路東西一線之北，新圖以黃色為藏界，而日納宗官寨之地，註明數十年前喇嘛給與哲孟雄，現仍畫黃色，正與隆吐山相近，難保非藏人多畫此一段飾稱現界也。並著升泰詳細確查，究竟隆吐屬哲屬藏，據實覆奏，毋得稍有捏飾。」因都察院劾文碩而革職。

升泰初到任時，同意「隆吐山屬錫金，而錫金為西藏藩屬」的說法，奏稱：
「隆吐山南北本皆哲孟雄地方。英人雖視為保護境內，其實哲孟雄、布魯克巴皆西藏籓屬。」
升泰後來檢閱舊檔，發現廓爾喀之役（尼泊爾侵略哲孟雄）後，第八世達賴喇嘛於乾隆五十三年以日納宗賞給哲孟雄，以雅拉山（則里拉山口在雅拉山頂）、支木山為界。乾隆五十九年工部尚書和琳、內閣學士和瑛奏設鄂博，原案註明藏界在距帕里三站的雅拉、支木兩山；所派遊擊張志林立界原稟，就說日納宗不應作為藏界，只在雅拉、支木兩山設立鄂博，稟詞甚明。升泰又在工房找到一張舊地圖，上面註明納蕩（又譯納塘，在隆吐山以北）一地屬哲孟雄，所以之南的隆吐山也屬哲孟雄。升泰以達賴賞地舊檔持示藏人，藏人有愧色，說地雖給哲孟雄，因當時哲孟雄為西藏藩屬，今哲孟雄通英，應該收回。

清廷下旨認可升泰「隆吐山、日納宗屬錫金」的調查結論。清廷並且承認錫金是英國保護國的事實，不再主張錫金是清朝藩屬：
“向來哲孟雄自為部落，在後藏界外，不入輿圖，且久已暗附於英。今设卡既在哲境之隆吐山，即不得謂之西藏界内。”
1890年升泰代表清廷簽訂《中英藏印條約》時，就以支木山為界。

### 隆吐山戰役
英國所定隆吐山撤卡最後期限是1888年3月15日，英軍寬限五日後藏軍仍未撤卡，1888年3月20日，英軍進攻駐守隆吐山的藏軍。文硕亲授藏軍戰術，不與英軍正面大規模打硬仗，而用分散伏击，利用黑暗昏夜中途拦击、堵截、烧毁英军军需等戰術，但藏軍没有很好的执行。結果英軍擊潰了駐守隆吐山的藏軍，並佔領入藏的交通要道春丕河谷等地，清廷派駐藏大臣升泰赴印度與英國簽訂了《中英藏印條約》和《中英藏印續約》

### 評價
清廷痛斥文碩支持藏人在隆吐山不撤卡等事：

印藏通商一事，英人約定並不催辦。儻非隆圖設卡，妄生枝節，盡可相安無事。此次開釁，與通商絕無干涉。文碩辦理此事，始終不明機括，於撤卡一節，不但不竭力開導，反代為嘵辯力爭，一旦兵敗卡毀，束手無策，乃欲藉通商為轉圜，而於藏番自行商辦，又不攔阻。種種乖謬，深堪痛恨。殊不思藏為中國屬地，斷無聽其自主之理。且以藏番之愚蠢，豈知西國體例，儻受其愚弄，非藏地吃虧，即中國失體，後患何可不防。
中國大陸著作則多讚揚文碩支持藏人抗英。

## 著作
藏學家吳豐培編輯丁寶桢、文碩、劉秉璋、升泰、有泰、張蔭棠等西藏、四川諸官的奏牘為《清季籌藏奏牘》，其中第一冊包括了〈文碩奏牘〉八卷，由商務印書館出版。

## 家庭及关联
- 曾祖富泰，工科给事中；
- 祖錫齡阿，刑部笔帖式；
- 父保昌，太子太保、兵部尚书，谥敬僖；
- 生母阎氏，
- 妻子爱新觉罗氏；
- 子志琮，光绪戊戌进士；[29]
- 女儿费莫氏，載濂繼夫人；
- 孙女费莫氏，溥修嫡妻。[30]